# Kočevje
Kočevje (en allemand : Gottschee) est une commune de Slovénie. Située dans la région méridionale de Basse-Carniole, elle est ceinte des rivières Krka et Kolpa. Part des Alpes dinariques, la sylve montagneuse environnante abrite encore quelques ours bruns. 
Enclave germanophone du XIIIe au XXe siècle, la région voyait sa population user d'un parler bavarois dénommé Gottscheerish. Celui-ci est actuellement moribond, tant du fait de l'expulsion, après la Seconde Guerre mondiale, de la majorité des germano-yougoslaves que de l'assimilation presque totale des restants.

## Géographie
La commune, la plus étendue du pays avec une superficie de 555 km2, est située au milieu d'un plateau karstique (poljé). Les routes conduisent d'ici à Ljubljana, la capitale slovène, et à Novo mesto, le chef-lieu de la Basse-Carniole. Plus au sud, à la rivière Kolpa, se trouve le passage frontalier avec la Croatie.

## Histoire
La région au sud de Ribnica fut colonisée dès la fin des années 1300 par les comtes d'Ortenburg originaires de Carinthie. Pendant des siècles, les domaines faisaient partie de la marche de Carniole, une zone frontalière du Saint-Empire romain, gérée par les patriarches d'Aquilée. Les Ortenburg, leurs vassaux, favorisèrent le peuplement des zones de forêt vierge, notamment par des colons provenant de la Carinthie et du Tyrol oriental. Le 1er mai 1363, une charte du patriarche Ludovic de Torre autorisait les Ortenburg à établir les paroisses de Gottschee, Pölland (Predgrad), Kostel, Ossilnitz (Osilnica) et Göttenitz (Gotenica).

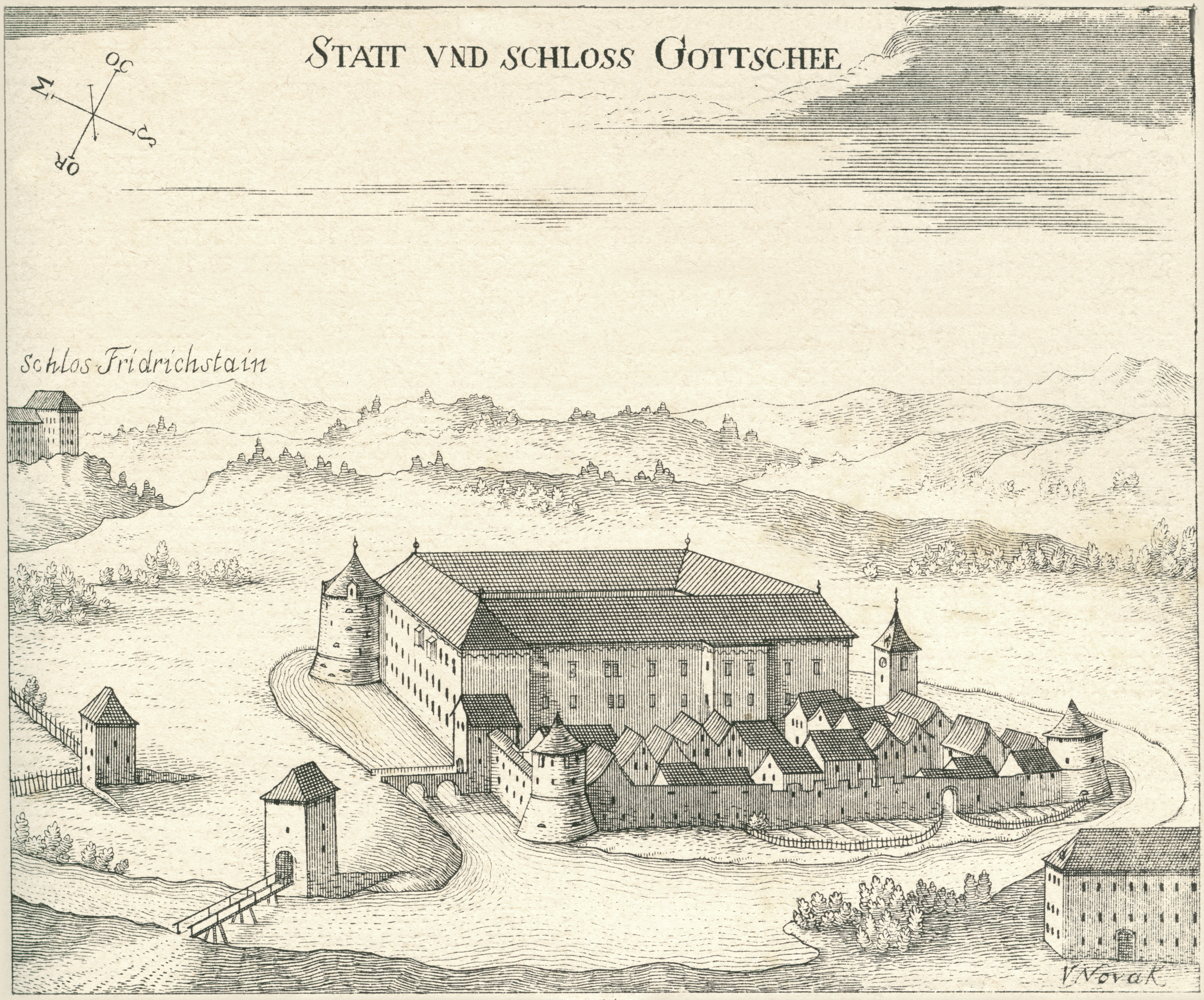
Le château et la ville de Gottschee, gravure de Janez Vajkard Valvasor (1689).

En 1364, la marche de Carniole et élevée en duché, une partie intégrante des territoires héréditaires des Habsbourg. Des comtes d'Ortenburg, la localité obtint le droit de tenir marché en 1377. Lorsque la lignée s'éteint en 1418, le fief passa au comte Herman II de Celje et sa descendance, puis, après l'assassinat d'Ulric de Celje en 1456, il retourna à la maison de Habsbourg. En 1471, l'empereur Frédéric III concéda à Gottschee des droits urbains. En même temps, la région était ravagée par des incursions ottomanes et des guerres paysannes. Le pays de Gottschee, élevé en comté en 1622, englobait plus de 180 villages organisés en 31 localités ou paroisses. Une possession de la famille Auersperg à partir de 1641, la région fit par ailleurs partie de la monarchie de Habsbourg. 
De 1809 à 1814, la Carniole faisait partie des Provinces illyriennes du Premier Empire français, avant de retourner à l'empire d'Autriche. Déjà à partir des années 1870, de nombreux habitants germanophones de Gottschee commencèrent à quitter la région sous-développée pour émigrer aux États-Unis, notamment à la région de Cleveland. Après la fin de la Première Guerre mondiale, lors de la dissolution de l'empire d'Autriche-Hongrie, Gottschee fut intégrée au royaume de Yougoslavie en 1918. Ce royaume était alors gouverné par des Slaves alors qu'auparavant, l'empire austro-hongrois favorisait plutôt les germanophones. Le poids des mesures préconisées par les autorités officielles a pour effet d'accroître le nombre d'émigrés allemands. Dans les années 1920 et 1930, les tensions ethniques grandissent.

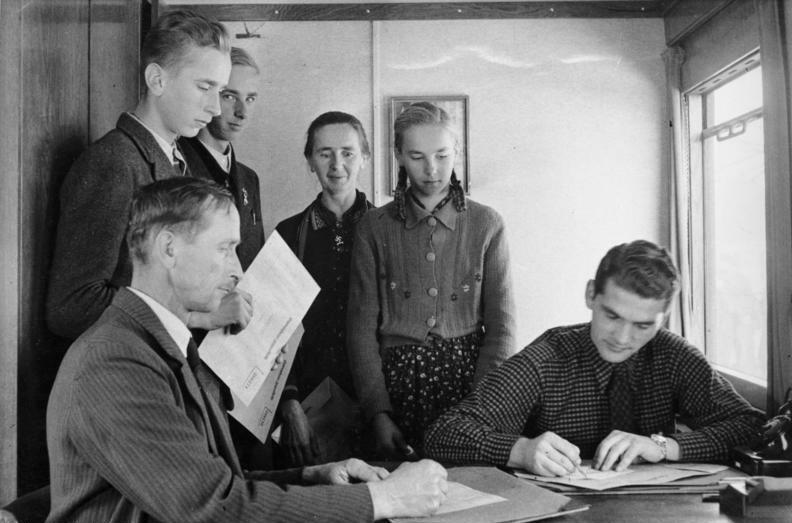
L'inscription d'une famille allemande à la « réinstallation », 1941.

Durant la Seconde Guerre mondiale, la population germanophone a été réintégrée en tant que Volksdeutsche par l'Allemagne nazie (heim ins Reich). À la suite de la campagne des Balkans, en avril 1941, la ville de Kočevje fut occupée par des forces italiennes et incorporée dans la province de Ljubljana. Un accord entre Adolf Hitler et Benito Mussolini, en vigueur à partir du 1er octobre 1941, réglait le déplacement (Umsiedlung) de la population germanophone, même si celle-ci se montre récalcitrant. Les autorités allemandes tentèrent de recoloniser la zone autour de Brežice dans le CdZ-Gebiet de Basse-Styrie en y installant de nouveaux colons allemands provenant de Gottschee ; en échange, plus de 36 000 Slovènes furent expulsés vers des camps de travail en Allemagne. 
Ainsi Kočevje et les villages environnants ont peu à peu été dépeuplés. Il y eut de nombreuses atrocités entre les germanophones restants et les forces du Front de libération durant la guerre. De nombreux « collaborateurs » allemands furent par ailleurs exécutés par les Partisans. Leurs victimes étaient parfois jetées dans des puits naturels et des grottes de la région dont on rebouchait les accès à l'explosif. En mai 1945, les Partisans communistes réunirent dans les forêts de la commune, plusieurs milliers de membres de l'armée nationale slovène, entre 8000 à 9000 hommes furent assassinés et enterrés et aussi deux cents femmes. Cette tragédie est connue comme le massacre de Kočevje. De large parties de la ville historique ont été détruits à la suite des combats. À la fin de la guerre, presque tout le reste de la population germanophone fut expulsé par les décisions du Conseil antifasciste de libération nationale de Yougoslavie ; juste un peu plus d'une centaine d'habitants restent dans la ville. De nombreux villages aux alentours sont abandonnés jusqu'à nos jours.

## Démographie
Entre 1999 et 2008, la population de la commune de Kočevje est restée relativement stable aux alentours de 16 000 habitants,.
Évolution démographique
| 1999   | 2000   | 2001   | 2002   | 2003   | 2004   | 2005   | 2006   | 2007   |
| ------ | ------ | ------ | ------ | ------ | ------ | ------ | ------ | ------ |
| 16 766 | 16 720 | 16 722 | 16 705 | 16 734 | 16 728 | 16 806 | 16 884 | 16 941 |
| 2008   | 2009   | 2010   | 2011   | 2012   | 2013   | 2014   | 2015   | 2016   |
| 16 999 | 16 627 | 16 558 | 16 511 | 16 505 | 16 379 | 16 184 | 16 075 | 16 005 |
| 2017   | 2018   | 2019   | 2020   | 2021   |        |        |        |        |
| 15 881 | 15 771 | 15 686 | 15 674 | 15 644 |        |        |        |        |

## Personnalités célèbres
- Peter Kozler (1819–1898), géographe, né dans le village de Koče au sud de Kočevje ;
- Viktor Parma (1858–1924), compositeur, a travaillé à Kočevje ;
- Ivan Jurkovič,  prélat catholique, né en 1952 à Kočevje ;
- Janko Veber (né en 1960), homme politique, ancien maire de Kočevje ;
- Klavdij Sluban (né en 1963), photographe, passe son enfance dans le village de Livold.

## Jumelage
Kočevje est jumelée avec :
- San Dorligo della Valle (Italie) depuis le 2 octobre 1971
- Prokuplje (Slovénie) depuis 1975
- Rab (ville) (Croatie) depuis le 3 octobre 1985
- Halluin (France) depuis 2000/2001
- Oer-Erkenschwick (Allemagne) depuis le 8 juin 2003
- Spittal an der Drau (Autriche) depuis 2015
- Lübbenau (Allemagne) depuis le 7 janvier 2018